# كهف القنطرة
كهف القنطرة هو كهف يقع في محافظة الوادي الجديد، بمصر.
تذكر المصادر: «تم اكتشاف هذا الكهف عند إرسال البعثة الاستكشافية عام 1935 بقيادة «كندي تشاو» الذى اكتشف معظم الجزء الجنوبي من سهل الجلف الكبير، وتم العثور بداخل هذا الكهف على إبداعات العصور الحجرية والتي تمثلت في رسم العنصر الحيواني، وتضمنت الرسوم قطيعًا من الأبقار والماعز تسير من يسار الكهف ليمينه في شكل أفقي.».